# Râul Boișa
Râul Boișa este un curs de apă, afluent al râului Pozen în județul Suceava.  

## Hărți
- Harta județului Suceava
- Harta Obcinele Bucovinene  Arhivat în 30 iulie 2009, la Wayback Machine.